# Lamezia Terme
Lamezia Terme (AFI: [laˈmɛʦʦja ˈtɛrme]) è un comune italiano di 67 071 abitanti della provincia di Catanzaro in Calabria.
La costituzione del comune di Lamezia Terme risale al 4 gennaio 1968 a seguito dell'unione amministrativa dei precedenti comuni di Nicastro, Sambiase e Sant'Eufemia Lamezia. Per effetto ed a seguito del DPR 21 luglio 1972, il comune di Lamezia ha diritto, nei suoi atti ufficiali, di fregiarsi del titolo di città.
Il comune ha una notevole importanza dal punto di vista agricolo, culturale, commerciale, industriale e infrastrutturale per la sua posizione centrale nella regione e il suo territorio prevalentemente pianeggiante. È sede del principale aeroporto della regione.

## Geografia fisica

### Territorio

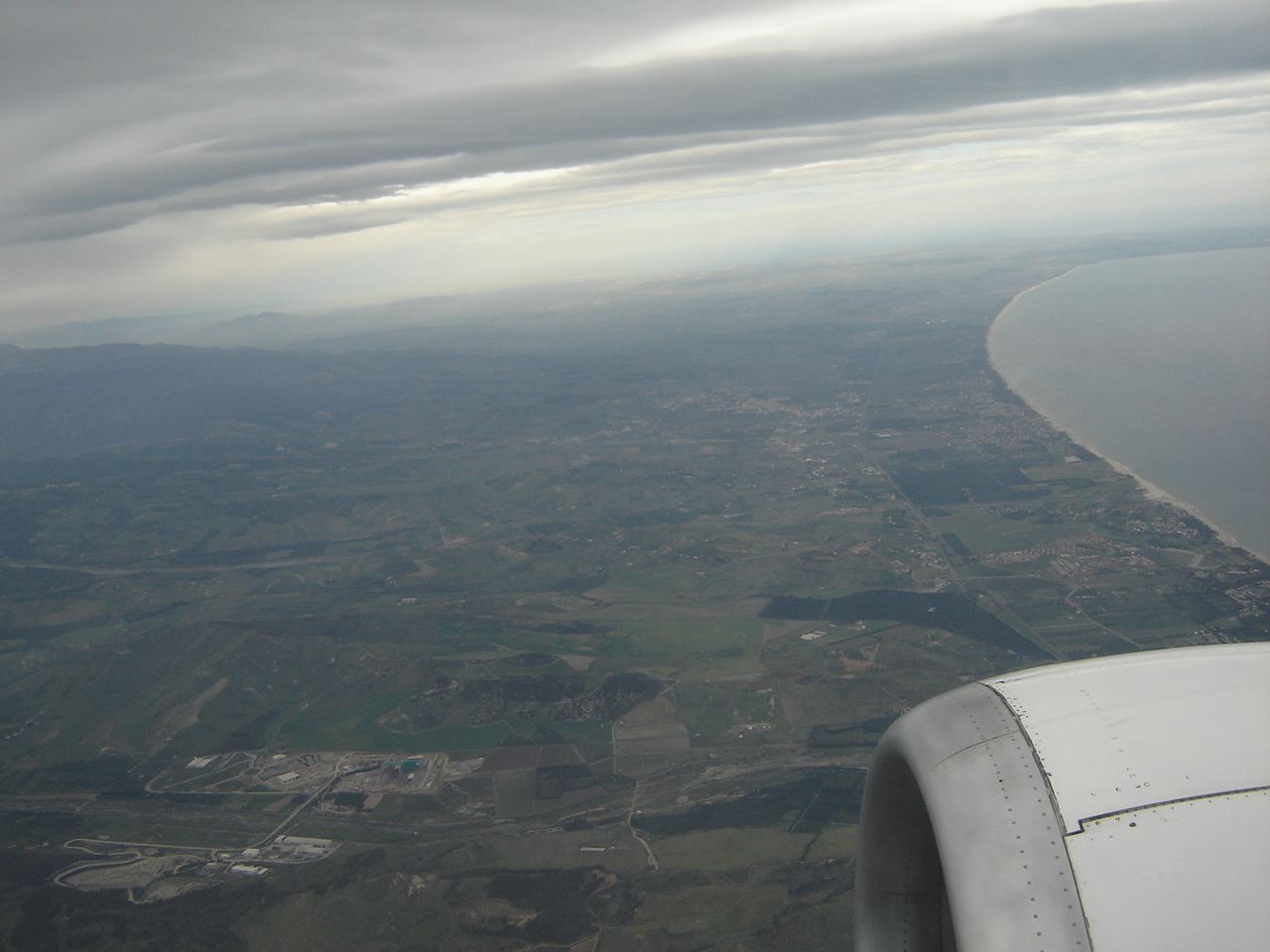
Vista aerea della piana lametina

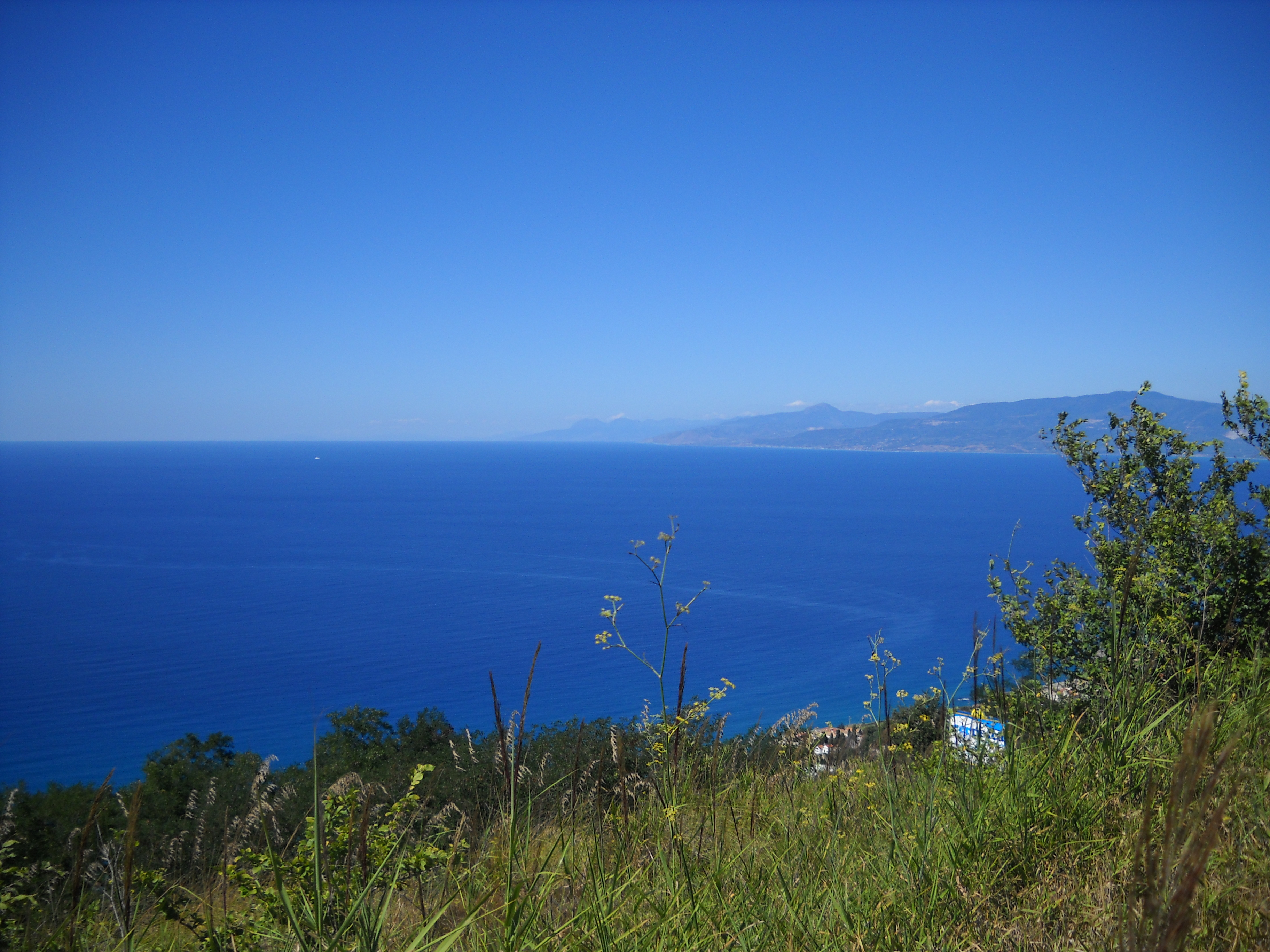
Veduta del golfo di Lamezia

Lamezia Terme è la città con la maggior estensione territoriale dell'intera provincia e l'ottava della regione.
Il territorio comunale di Lamezia Terme comprende otto chilometri della costa dei Feaci sul golfo di Sant'Eufemia, una parte della piana lametina e delle zone collinari e montuose che si estendono fino al Monte Mancuso ed è compreso tra 0 e 1311 metri s.l.m. La città della piana si trova indicativamente a metà strada fra la costa tirrenica e l'Appennino calabro ed è posizionata all'estremità occidentale dell'istmo di Catanzaro, la striscia di terra più stretta della penisola italiana, dove il Tirreno dista in linea d'aria circa trenta chilometri dallo Ionio.
Fra i principali corsi d'acqua del territorio troviamo il fiume Amato, che nei millenni ha formato la piana di Sant'Eufemia, e alcuni dei suoi affluenti, i torrenti Cantagalli, Piazza e Canne. Inoltre troviamo il torrente Bagni, famoso per le acque sulfuree delle terme di Caronte e il torrente Zinnavo che segna il confine naturale con il comune di Gizzeria.
- Classificazione sismica[5]: zona 1 (sismicità alta), Ordinanza PCM n. 3274 del 20/03/2003

### Clima
Il clima di Lamezia Terme è come per gran parte delle città mediterranee, in generale mite, con sbalzi contenuti fra inverno ed estate. Tuttavia, non manca qualche punta continentale, probabilmente favorita dalla relativa distanza dal mare della stazione meteorologica di riferimento, situata presso l'aeroporto di Lamezia Terme. I valori più bassi sono di pochi gradi sotto lo zero e si riscontrano in presenza di avvenzioni di aria fredda, provenienti da nord-est (dicembre 1988, febbraio 1992, dicembre 2001, febbraio 2008) e di fenomeni moderati di inversione termica. Per contro, i più elevati, prossimi o di poco superiori ai 40 gradi, si verificano in presenza di ondate di calore di origine africana (luglio 2005, giugno 2007, agosto 2007).
| Lamezia Terme                      | Mesi  | Mesi  | Mesi  | Mesi  | Mesi  | Mesi  | Mesi  | Mesi  | Mesi  | Mesi  | Mesi  | Mesi  | Stagioni | Stagioni | Stagioni | Stagioni | Anno |
| Lamezia Terme                      | Gen   | Feb   | Mar   | Apr   | Mag   | Giu   | Lug   | Ago   | Set   | Ott   | Nov   | Dic   | Inv      | Pri      | Est      | Aut      | Anno |
| ---------------------------------- | ----- | ----- | ----- | ----- | ----- | ----- | ----- | ----- | ----- | ----- | ----- | ----- | -------- | -------- | -------- | -------- | ---- |
| T. max. media (°C)                 | 13,8  | 14,2  | 15,9  | 17,8  | 21,9  | 25,9  | 28,6  | 29,2  | 26,9  | 23,0  | 18,6  | 15,2  | 14,4     | 18,5     | 27,9     | 22,8     | 20,9 |
| T. min. media (°C)                 | 5,7   | 5,5   | 7,0   | 8,7   | 12,1  | 15,6  | 18,1  | 18,1  | 15,6  | 12,9  | 9,4   | 6,6   | 5,9      | 9,3      | 17,3     | 12,6     | 11,3 |
| Precipitazioni (mm)                | 92    | 105   | 91    | 68    | 45    | 18    | 17    | 15    | 39    | 103   | 111   | 120   | 317      | 204      | 50       | 253      | 824  |
| Giorni di pioggia                  | 10    | 10    | 8     | 9     | 5     | 3     | 2     | 2     | 5     | 8     | 10    | 11    | 31       | 22       | 7        | 23       | 83   |
| Umidità relativa media (%)         | 76    | 74    | 75    | 77    | 76    | 76    | 75    | 77    | 75    | 75    | 76    | 76    | 75,3     | 76       | 76       | 75,3     | 75,7 |
| Eliofania assoluta (ore al giorno) | 3,5   | 4,5   | 5,2   | 6,0   | 7,6   | 9,2   | 10,0  | 9,5   | 7,8   | 6,0   | 4,6   | 3,7   | 3,9      | 6,3      | 9,6      | 6,1      | 6,5  |
| Vento (direzione-m/s)              | W 4,9 | W 4,7 | W 4,8 | W 5,0 | W 4,5 | W 4,4 | W 4,3 | W 4,2 | W 4,1 | E 4,1 | E 4,2 | W 4,8 | 4,8      | 4,8      | 4,3      | 4,1      | 4,5  |

- Classificazione climatica: zona C

## Origini del nome
La città prende il nome dal fiume Amato, un tempo chiamato Lametos, che l'attraversa nella sua parte più periferica. Questo nome fu originariamente dato solo all'ex comune di Sant'Eufemia Lamezia. Con l'unione amministrativa del 1968, si è scelto il nome di Lamezia per l'intera città, a cui è stato aggiunto Terme, per via delle terme di Caronte che si trovano nell'omonima frazione dell'ex comune di Sambiase.

## Storia

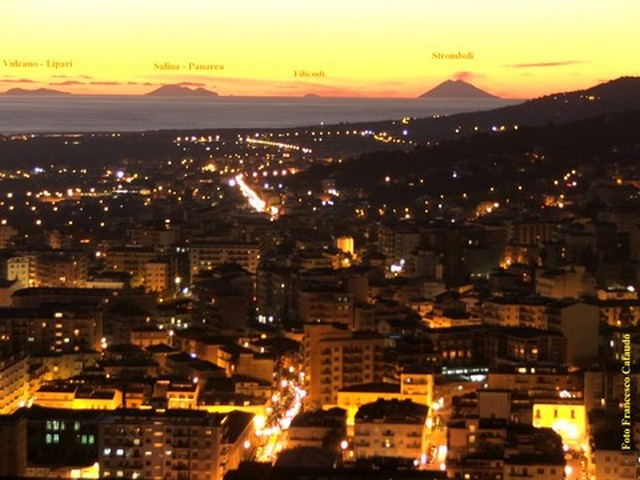
Notturno di Lamezia Terme con le Isole Eolie

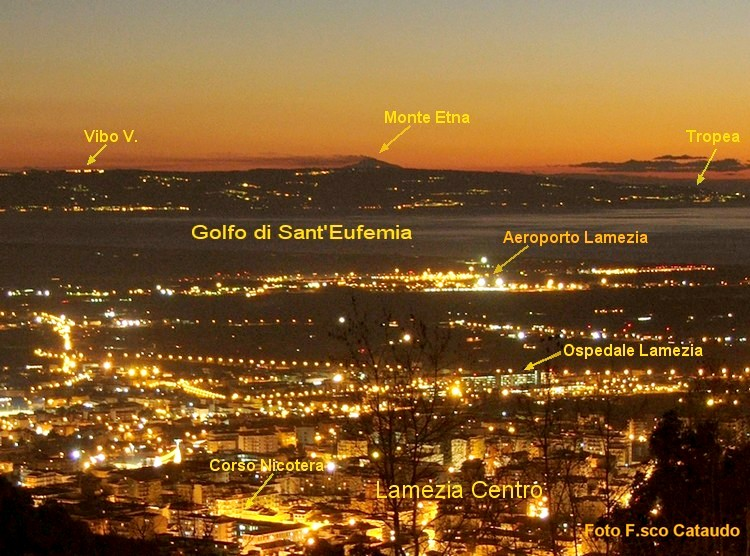
L'Etna visto da Lamezia Terme

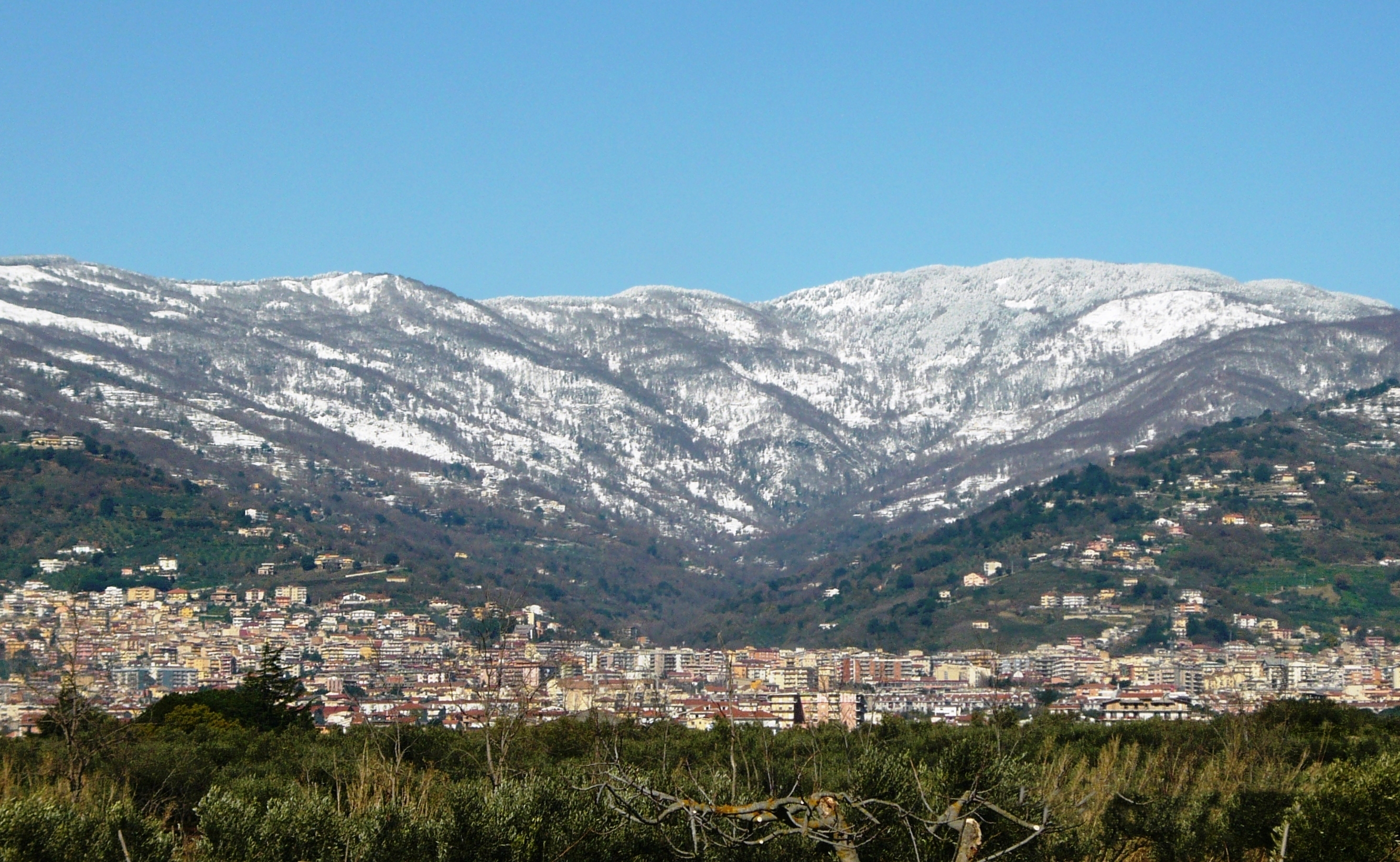
Lamezia Terme con lo sfondo del Reventino

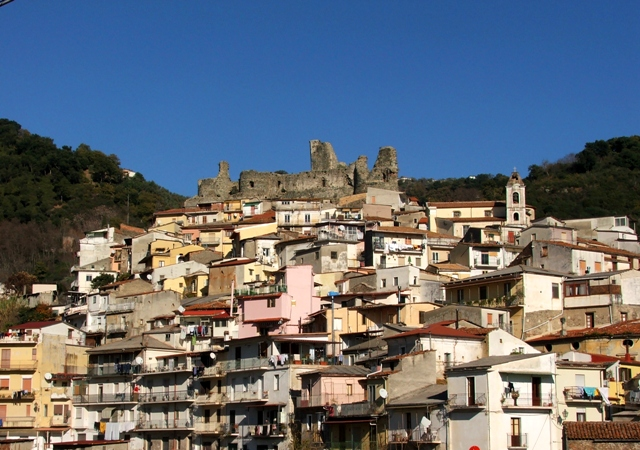
Rione San Teodoro e ruderi del castello

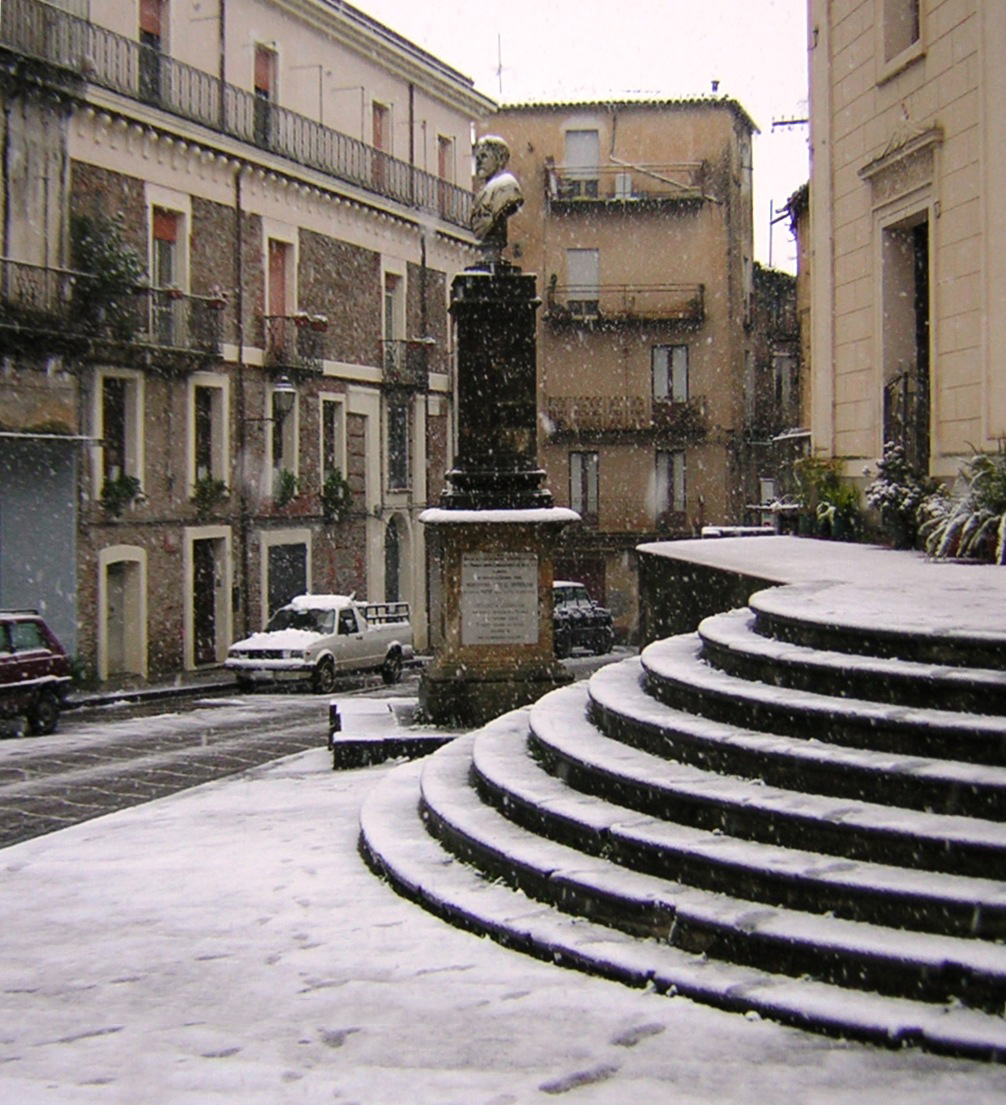
Corso Vittorio Emanuele, monumento a Giovanni Nicotera e particolare della Chiesa Matrice

Lamezia Terme è formalmente un agglomerato abbastanza recente, poiché il comune è stato costituito il 4 gennaio 1968, per volere del senatore nicastrese Arturo Perugini, dall'unione amministrativa di tre centri abitati, che, prima di tale data, costituivano comuni a sé stanti (Nicastro, Sambiase e Sant'Eufemia Lamezia), e che oggi sono considerati dei veri e propri quartieri. La storia di Lamezia Terme comprende, quindi, quelle dei tre ex comuni, i cui territori erano abitati anche molti secoli prima che questi centri sorgessero. Esistono reperti archeologici che testimoniano la presenza nel suo territorio di comunità del periodo italico e del periodo magno-greco.
Nel territorio lametino, secondo alcuni autori, sorgeva l'antica città greca di Terina, fondata da coloni provenienti da Crotone nel V secolo a.C.. Secondo tali autori i primi indizi materiali si hanno nel 1865, quando, in contrada Terravecchia, vennero casualmente ritrovati un diadema d'oro e un tesoro di gioielli risalenti al III secolo a.C., che alla fine dell'Ottocento furono poi venduti al British Museum di Londra. Nella zona di Sant'Eufemia Vetere sono stati ritrovati a più riprese numerosi tesoretti monetali. Su alcune di queste monete è raffigurata la sirena Ligea, il cui corpo, secondo la tradizione riportata da Licofrone, naufragò presso Terina dopo aver tentato di ammaliare Ulisse, e qui ricevette sepoltura da alcuni naviganti, nelle vicinanze del fiume Ocinaro (l'attuale Bagni). Nel 1955, invece, in contrada Cerzeto, durante lo scasso di una vigna, fu rinvenuta casualmente un hydria a figure rosse, decorata con scene di gineceo e databile al primo quarto del IV secolo a.C.. L'oggetto è conservato nel Museo Archeologico Lametino.
Nel Medioevo nacquero due dei tre insediamenti che compongono l'attuale Lamezia Terme, abbastanza diversi tra loro ma di fatto complementari. Nicastro a vocazione prevalentemente commerciale e Sambiase a vocazione agricola, mentre l'insediamento di Sant'Eufemia Lamezia ha origine più recente, essendo sorto con un gruppo di case intorno alla stazione ferroviaria principale, che in precedenza avevano costituito la sede del consorzio di bonifica delle paludi. Tuttavia il toponimo di Sant'Eufemia deriva da un altro insediamento di origine medievale poco distante, collocato intorno all'antica Abbazia benedettina di Sant'Eufemia, nella zona attualmente denominata Sent'Eufemia Vetere.
La fusione proposta dal senatore Arturo Perugini nacque dall'esigenza di creare un agglomerato urbano forte e capace di sfruttare al meglio le risorse messe a disposizione dal territorio comunale. La proposta di legge Perugini di unire i comuni non costituiva di certo una novità; circa quarant'anni prima, infatti, era già stata pensata da un altro parlamentare nicastrese, il senatore Salvatore Renda. Questi era spinto dall'onda delle politiche di popolamento delle campagne operate durante il regime fascista. Dello stesso periodo (1927) è la costituzione della Grande Reggio che univa 14 piccoli comuni soprattutto delle aree collinari. L'idea era addirittura di fare di Nicastro una provincia. La legge riguardava l'unione dei comuni di Nicastro e di Sambiase, non essendo ancora stato istituito il comune di Sant'Eufemia Lamezia. Quest'ultimo comune, infatti, fu fondato per volontà del regime fascista attorno al preesistente nucleo ferroviario denominato "Sant'Eufemia Biforcazione", con la legge 8 aprile 1935 n. 639. Ma le pretese e le ambizioni mosse nel 1927 dal senatore Renda non furono accolte dagli amministratori del comune di Sambiase che non vollero rinunciare alla propria autonomia e soprattutto ricadere sotto la denominazione di nicastresi.
Nella seduta del 18 ottobre 1967, la I commissione parlamentare permanente (Affari della Presidenza del Consiglio e dell'Interno) del Senato della Repubblica, approva la "Costituzione del Comune di Lamezia Terme, in provincia di Catanzaro", grazie alla proposta di legge del deputato Salvatore Foderaro, congiunta a quella di iniziativa del senatore Arturo Perugini. Mercoledì 20 dicembre 1967 la Camera dei deputati approva la legge così come era stata concepita da Perugini e diventa la legge 4 gennaio 1968 nº6 il cui articolo 1 dice: "I comuni di Nicastro, Sambiase e Sant'Eufemia Lamezia in provincia di Catanzaro sono riuniti in un unico Comune con la denominazione di Lamezia Terme".
Il decreto di attuazione della legge istitutiva del nuovo comune previde la nomina di un commissario prefettizio e il 15 novembre 1968 i sindaci dei tre comuni operarono le consegne al rappresentante dello Stato alla guida della Città. Il suo mandato sarebbe dovuto durare solo per un semestre, ma si protrasse fino alla primavera del 1970, poiché il Governo decise che le prime elezioni del nuovo comune si sarebbero dovute tenere nella tornata elettorale nazionale del giugno 1970, quando per la prima volta si sarebbero anche tenute le elezioni per la Regione Calabria, istituita in quel periodo. Il primo sindaco di Lamezia Terme fu Arturo Perugini che si insediò il 28 settembre 1970.
Negli anni 1991, 2002 e 2017, il consiglio comunale di Lamezia Terme è stato sciolto per infiltrazioni mafiose con decreto del presidente della Repubblica, le indagini effettuate dalle commissioni d'accesso agli atti, presso il comune, riscontrarono l'inquinamento della pubblica amministrazione da parte della 'Ndrangheta, grazie ai collegamenti con alcuni amministratori locali.

### Storia dei tre ex comuni
Nicastro
La storia di Nicastro ha inizio in epoca bizantina tra il IX e il X secolo, con la costruzione dell'avamposto militare Neo Castrum, ovvero nuova città coadiuvata da opere di fortificazione, da cui il quartiere odierno prende il nome. Il nuovo centro bizantino si abbarbicò sui primi rilievi collinari a dominio della costa e della piana di Santa Eufemia, con controllo anche delle vie di comunicazione istmiche. In epoca normanna, su una struttura preesistente, venne edificato il castello, a protezione della ricca piana. In epoca sveva, vi soggiornò anche l'imperatore Federico II, e il castello venne anche utilizzato come prigione per il figlio ribelle di quest'ultimo, il principe Enrico, detto lo Sciancato. Secondo una tradizione locale, Nicastro, il quartiere più popoloso di Lamezia, sarebbe una delle città più antiche d'Italia fondata da Askenaz, pronipote di Noè, che dall'Armenia si sarebbe spostato in Calabria e fu abitata da Ausoni ed Enotri. La città è stata identificata anche con l'antica Numistro o Numistra, per questo motivo la via principale della città è stata chiamata Corso Numistrano. Altri hanno identificato Nicastro con Lissania, città fondata agli inizi dell'era cristiana. Gli storiografi contemporanei tendono a escludere queste ipotesi collocando la fondazione verso l'VIII secolo.
Sambiase
Sambiase nasce verso il IX secolo, intorno al monastero di San Biagio, santo dal cui nome deriva, per successive trasformazioni linguistiche, quello del quartiere odierno della città. Numerose nel corso degli anni le chiese costruite all'interno della città. Delle tredici originarie, però, ne restano in piedi soltanto cinque, mentre le altre sono andate distrutte o trasformate dai cittadini dell'epoca, in abitazioni o negozi commerciali. Già prima in epoca romana con il nome di Due Torri, Sambiase era conosciuta come meta turistica, per le terme di origini magno-greche, chiamate allora Aquae Angae. Durante il periodo ellenico nel sud Italia e nell'attuale territorio di Lamezia Terme precisamente a Sambiase si insediarono la cittadella di Melea e parte della città di Terina. Di questa civiltà sono rimaste poche tracce, solo un mosaico di una villa greca nella chiesa del Carmine, delle monete terinesi a Caronte e il tesoretto di Acquafredda (entrambe frazioni di Lamezia Terme), conservate nel museo archeologico lametino.
Sant'Eufemia Lamezia
Sant'Eufemia Lamezia ha una storia antichissima, documentata dai tempi dei Normanni, ed è stata sede di un baliaggio assegnato all'ordine dei Cavalieri Gerosolimitani, oggi noto come Sovrano militare ordine di Malta. L'ordine possedeva oltre al baliaggio di Sant'Eufemia, anche i feudi limitrofi di Nocera Terinese e Izzaria (oggi Gizzeria). In seguito al disastroso terremoto del 28 marzo 1638, che aveva visto la città come suo epicentro, un nuovo centro, quello di Sant'Eufemia del Golfo (oggi Sent'Eufemia Vetere), venne fondato in una zona collinare poco distante. Con la fine del baliaggio il territorio di Sant'Eufemia entrò a far parte del comune di Gizzeria, il quartiere odierno fu costruito invece durante il periodo fascista.

### Simboli
Lo stemma e il gonfalone sono stati concessi con decreto del Presidente della Repubblica del 14 aprile 1992.
(D.P.R. 14.04.1992)
Le tre stelle e il motto "La forza unita è più forte", alludono a Nicastro, Sambiase e Sant'Eufemia Lamezia dalla cui unione sorse il Comune. Il torrione, fondato sul verde della pianura e con l'azzurro a rappresentare il mare Tirreno, ricorda il Bastione di Malta, costruito nel 1550 a difesa dalle incursioni saracene.
Il gonfalone è un drappo di porpora riccamente ornato di ricami d'oro e caricato dello stemma con la iscrizione centrata in oro, recante la denominazione della Città.

## Monumenti e luoghi d'interesse

### Architetture religiose: Nicastro

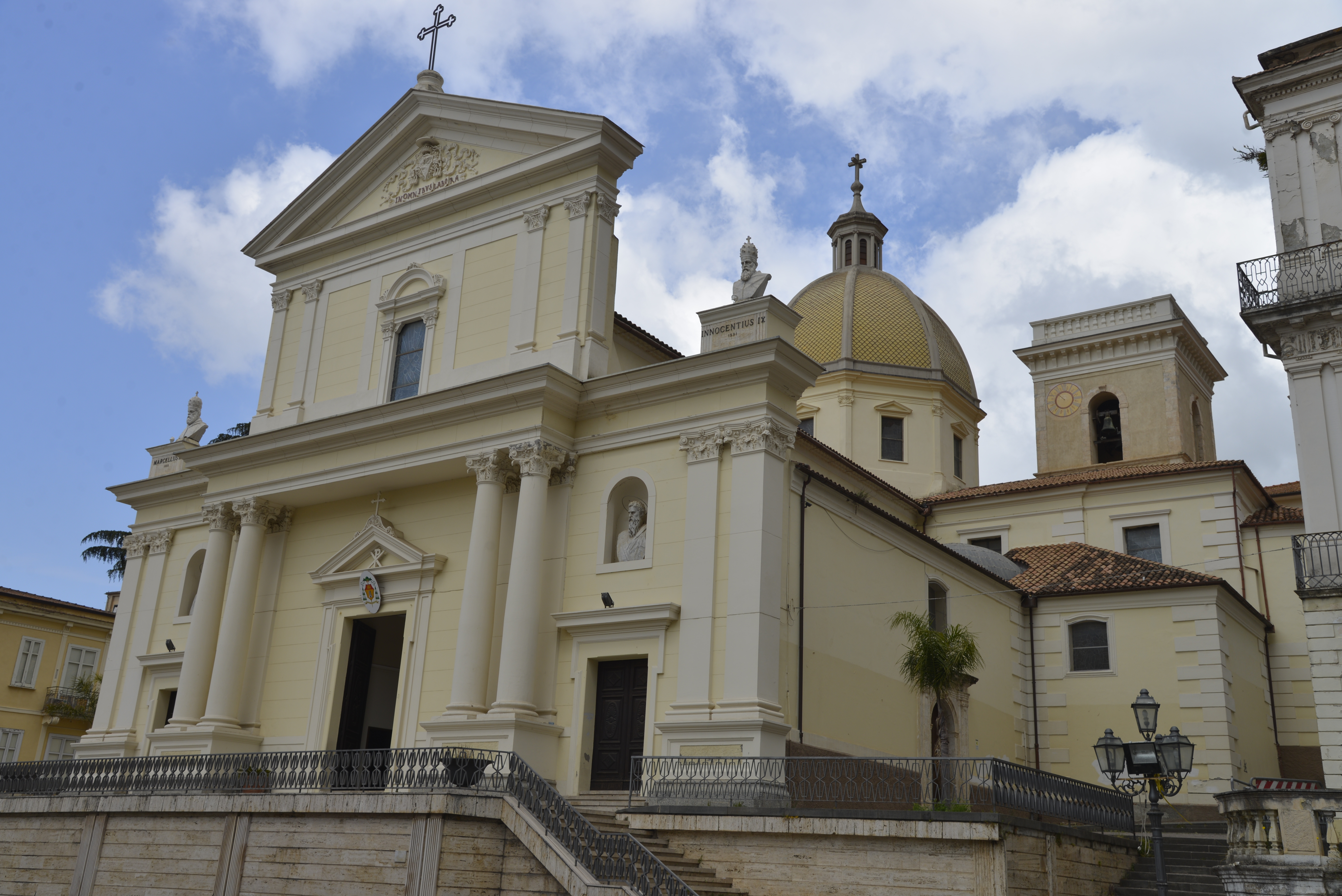
Facciata della Cattedrale dei Santi Pietro e Paolo

#### Cattedrale dei Santi Pietro e Paolo
Fu fondata dalla Contessa Eremburga intorno al 1100, in stile normanno; più volte danneggiata dai terremoti, andò completamente distrutta col terremoto del 1638; fu ricostruita ancora più grande, in stile barocco, dal vescovo Giovan Tommaso Perrone, con ampliamento dell'edificio, portato a termine nel 1642. All'interno si possono ammirare, tra le tante cose, una croce processionale del XVIII secolo e i busti dorati dei Santi Pietro e Paolo (1806).

#### Chiesa di Santa Maria degli Angeli e Santuario di Sant'Antonio
La chiesa, officiata dai minori cappuccini, ha annesso il convento, costruito dopo il terremoto del 1638. A due navate, quella più piccola è dedicata a Sant'Antonio da Padova, protettore della città. Di notevole valore è il quadro di Sant'Antonio datato 1664, opera del pittore Giacomo Stefanone. Sempre nella navata dedicata a Sant'Antonio vi è un dipinto di Andrea Cefaly raffigurante l'Immacolata.

#### Chiesa di Santa Maria Maggiore (o San Francesco)
Annesso alla chiesa, vi è l'antico convento dei frati minori riformati fondato nel 1240. Distrutto dal terremoto del 1638, venne poi ricostruito per volere dei Principi d'Aquino. Il nome deriva dall'antica parrocchia di Santa Maria Maggiore - un tempo situata nel rione Terravecchia - che nel 1883, a seguito di una distruttiva inondazione del torrente Piazza, si trasferì definitivamente nella chiesa di San Francesco. 

#### Chiesa di San Domenico
Conserva numerosi affreschi del Colelli, nonché una pala d'altare raffigurante San Domenico con cornice barocca ad intaglio dorata del 1647. Annesso alla chiesa, l'antico convento dei domenicani.

#### Chiesa della Veterana (o delle Cucchiarelle)
La fondazione della chiesa è legata ad un'antica leggenda, secondo la quale la Madonna delle Grazie sarebbe apparsa in sogno ad una figlia di Federico II, chiedendole di edificare una chiesetta sul colle di fronte al castello. 

#### Chiesa di San Teodoro Martire
Non si conosce la data di fondazione, anche se è attestata nei documenti a partire dal 1511; presenta un orologio del 1840, collocato sul campanile, il quale sembra sia l'unico di questo tipo ancora funzionante. Al suo interno si può apprezzare un organo del 1600 e l'altare maggiore costruito in stile barocco datato 1861.

##### Altre chiese di Nicastro
- Chiesa dei SS. Nicola e Lucia (XVI sec.);
- Chiesa di Sant'Agazio al Timpone (XVIII sec.);
- Chiesa di Santa Caterina (XVI sec.);
- Chiesa del Santissimo Rosario (1968);
- Chiesa del Crocifisso (XIX sec.);
- Chiesa della Beata Vergine Addolorata (Pietà) (1960);
- Chiesa di San Giuseppe Artigiano (1990);
- Chiesa di San Raffaele Arcangelo (2004);

### Architetture religiose: Sambiase

#### Chiesa Matrice di San Pancrazio

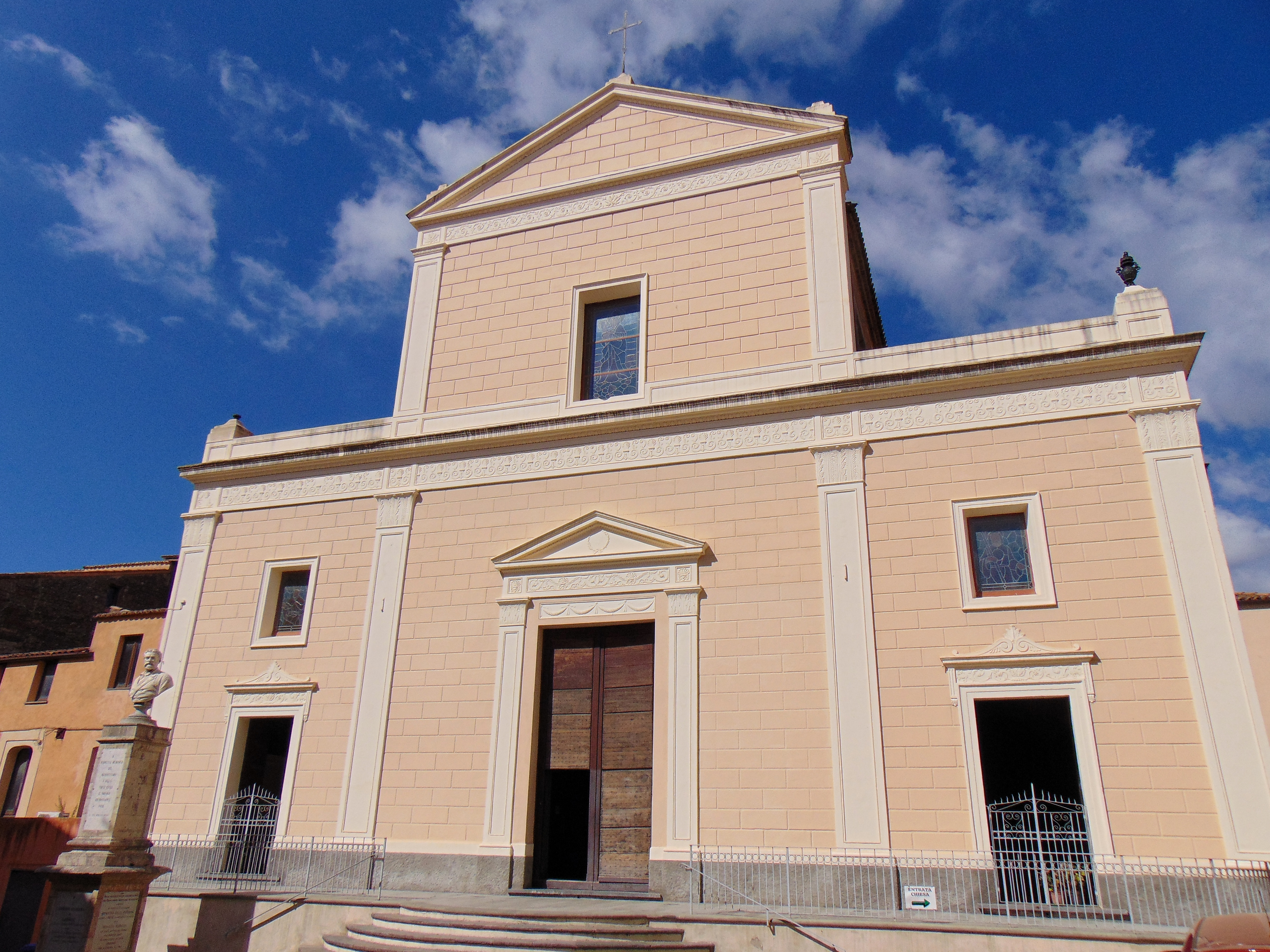
Facciata della Chiesa Matrice

La chiesa matrice viene menzionata in un documento del 1595 con il nome di Arcipretale di San Pancrazio e attesta che fu costruita per volere dell'Università di Sambiase. Inizialmente dedicata alla Madonna delle Grazie, è a tre navate, ha nove altari ed ha una cupola con pregevoli lavori in stucco. Vi si conservano numerosi affreschi e opere attribuite al Pallone.

#### Santuario di San Francesco di Paola
La chiesa, un tempo intitolata alla Madonna degli Infermi, risale alla seconda metà del 1400; nel 1508, l'arcidiacono della cattedrale Giovanni Senatorelli concede l'esistente chiesa e il convento annesso all'Ordine dei Minimi di San Francesco di Paola. I padri Minimi l'acquisiscono ufficialmente il 3 aprile 1520. Il terremoto del 1638 la distrusse completamente e fu poi ricostruita e ampliata con le offerte dei cittadini. A seguito del terremoto, San Francesco di Paola viene proclamato patrono di Sambiase. 

#### Santuario della Madonna di Porto Salvo
Il santuario della Madonna di Porto Salvo - risalente al 1726 - sarebbe frutto del voto di un feudatario lametino, Franceschino Gregoraci, che avrebbe promesso alla Madonna di erigere una chiesetta qualora fosse sopravvissuto alla tremenda tempesta che lo colse in mare di ritorno dalla corte napoletana e avesse raggiunto il porto sano e salvo.

#### Chiesa e Convento della Madonna del Carmine

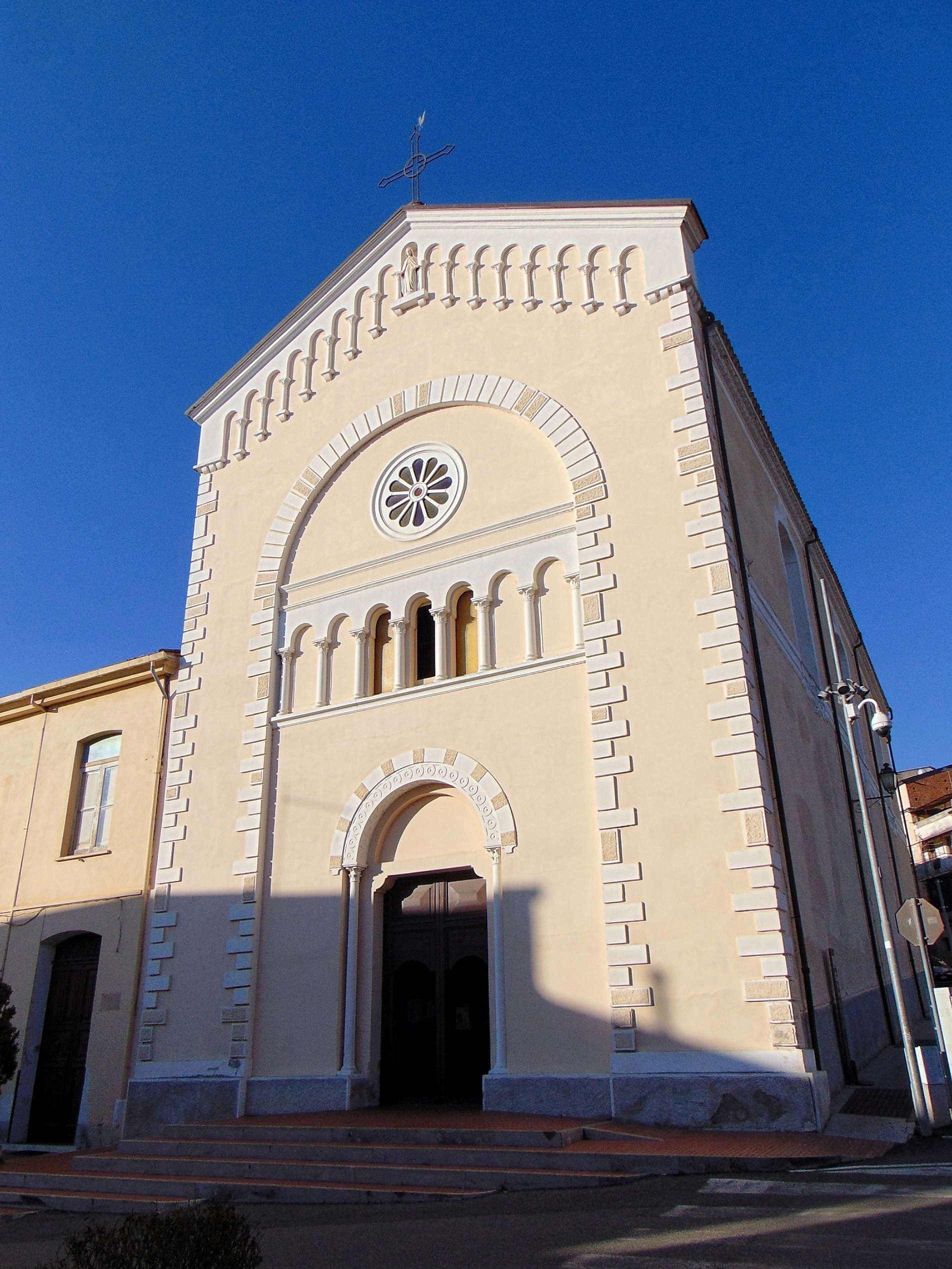
Facciata della Chiesa del Carmine

Il convento dei Carmelitani, annesso alla chiesa, fu fondato nel 1556. La chiesa, ad una navata, ospita sull'altare maggiore la statua lignea (XX sec.) della Madonna del Carmine e - al lato destro della navata - una nicchia con la statua di San Biagio, il santo che diede il nome a Sambiase.

##### Altre chiese di Sambiase
- Chiesa dell'Immacolata (XVI sec.);
- Chiesa dell'Annunziata (XVI sec.);
- Chiesa dell'Addolorata (rione Miraglia);
- Chiesa di San Rocco (villaggio Kennedy);
- Chiesa di Santa Maria delle Grazie (1986);

### Architetture religiose: Sant'Eufemia Lamezia

#### Chiesa di San Francesco di Paola
La chiesa, ricostruita ex-novo negli anni cinquanta a seguito del bombardamento aereo che colpì Sant'Eufemia Lamezia nel 1943, si caratterizza per la semplice facciata in mattoncini rossi, sormontata da timpano triangolare sotto al quale vi è un tondo con l'immagine in rilievo di San Francesco di Paola.

#### Chiesa di San Giovanni Battista
La chiesa - intitolata a San Giovanni Battista - prende il nome dall'antica chiesa situata nella zona di Sant'Eufemia Vetere, risalente al 1759. La nuova chiesa, inaugurata il 1 novembre 1968, è stata definitivamente consacrata il 9 maggio 2005.
Inoltre sono presenti altre chiese, sparse tra centro, periferie e frazioni.

### Architetture civili
- Casa di Francesco Fiorentino;
- Casa di Franco Costabile;
- Complesso monumentale di San Domenico;
- Palazzo Blasco;
- Palazzo D'Ippolito; complesso settecentesco, espressione del tardo barocco meridionale, la cui origine si colloca intorno al 1763 quando per volontà del nobiluomo Felice d'Ippolito vennero acquisiti una serie di stabili. Nell'androne vi è un affresco del pittore Francesco Colelli, nel quale sono raffigurati dei putti e lo stemma araldico della famiglia d'Ippolito. Il Palazzo si distingue anche per l'esuberante decorazione in stucco della facciata che per certi versi lo assimila alle architetture austriache e ungheresi. La decorazione del prospetto, infatti, è esemplata su elaborati modelli decorativi rocaille che non trovano analogie stringenti con esempi napoletani, ma in area meridionale si rapporta solo con alcuni edifici siciliani[20].
- Palazzo Vescio (committente fu la famiglia Franzi ma, ora, da anni di esclusiva proprietà della famiglia Vescio)
- Palazzo Guzzi;
- Palazzo Genovese costruito nel 1820
- Palazzo Giovanni Nicotera;
- Palazzo Niccoli;
- Palazzo Nicotera (Monachelle);
- Palazzo Nicotera (Severisio);
- Palazzo Panariti;
- Palazzo Statti; edificio settecentesco della famiglia nobile Statti ubicato nel quartiere storico di San Teodoro, è un chiaro esempio di architettura tardo barocca e uno degli edifici più rappresentativi del Settecento calabrese. La facciata principale costituita da piccoli balconcini con ringhiere stilizzate è ricca d’intarsi a forma di conchiglie e ventagli che coronano tutto il perimetro dell’edificio dove rimbalzano a sequenza alternata campate concave e ritmate. Il tetto è a sbalzo di tegole. Il monumentale portale d’accesso, in pietra granitica, esprime un arco dalle forme morbide ed elaborate[21][22].
- Palazzo della curia vescovile;
- Palazzo del seminario vescovile;
- Teatro Franco Costabile (304 posti);
- Teatro Grandinetti (670 posti);
- Teatro Umberto (122 posti).

### Architetture militari

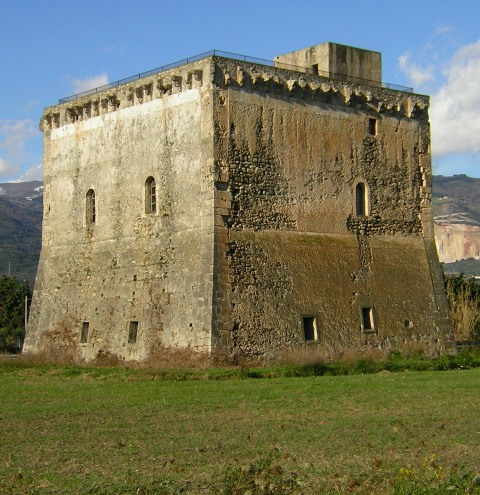
Bastione di Malta.

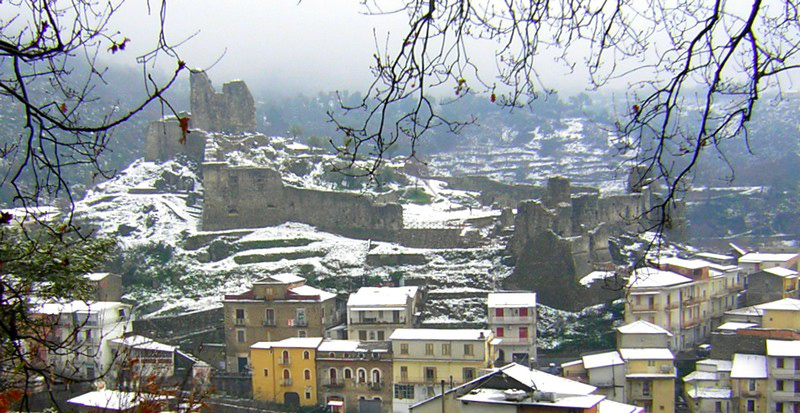
Ruderi del castello.

- Bastione di Malta. La costruzione del bastione risale al 1550, quando per fronteggiare le continue scorrerie dei saraceni dell'impero ottomano, che minacciavano la sicurezza e i commerci delle città rivierasche, il viceré di Napoli don Pedro di Toledo, per ordine della corona spagnola, impose alle comunità il rafforzamento a loro spese del sistema di difesa costiera già esistente. Il bastione di Malta compare nello stemma della Città di Lamezia Terme, in una forma stilizzata.
- Castello normanno-svevo di Nicastro. Fu fatto costruire verso la metà dell'XI secolo dai Normanni per difendere la piana di Sant'Eufemia dagli eventuali incursori. Successivamente fu fatto ampliare da Federico II, all'interno vi furono costruite anche delle caserme che poi vennero adibite a carcere. Fu fortemente danneggiato dal terremoto del 1638.
- Porta di Sant'Antonio. Secondo alcune testimonianze questa rappresentava la porta d'ingresso dell'ex comune di Nicastro. In parte distrutta, rimangono visibili solo i due grandi pilastri a pianta quadrata.

### Siti archeologici

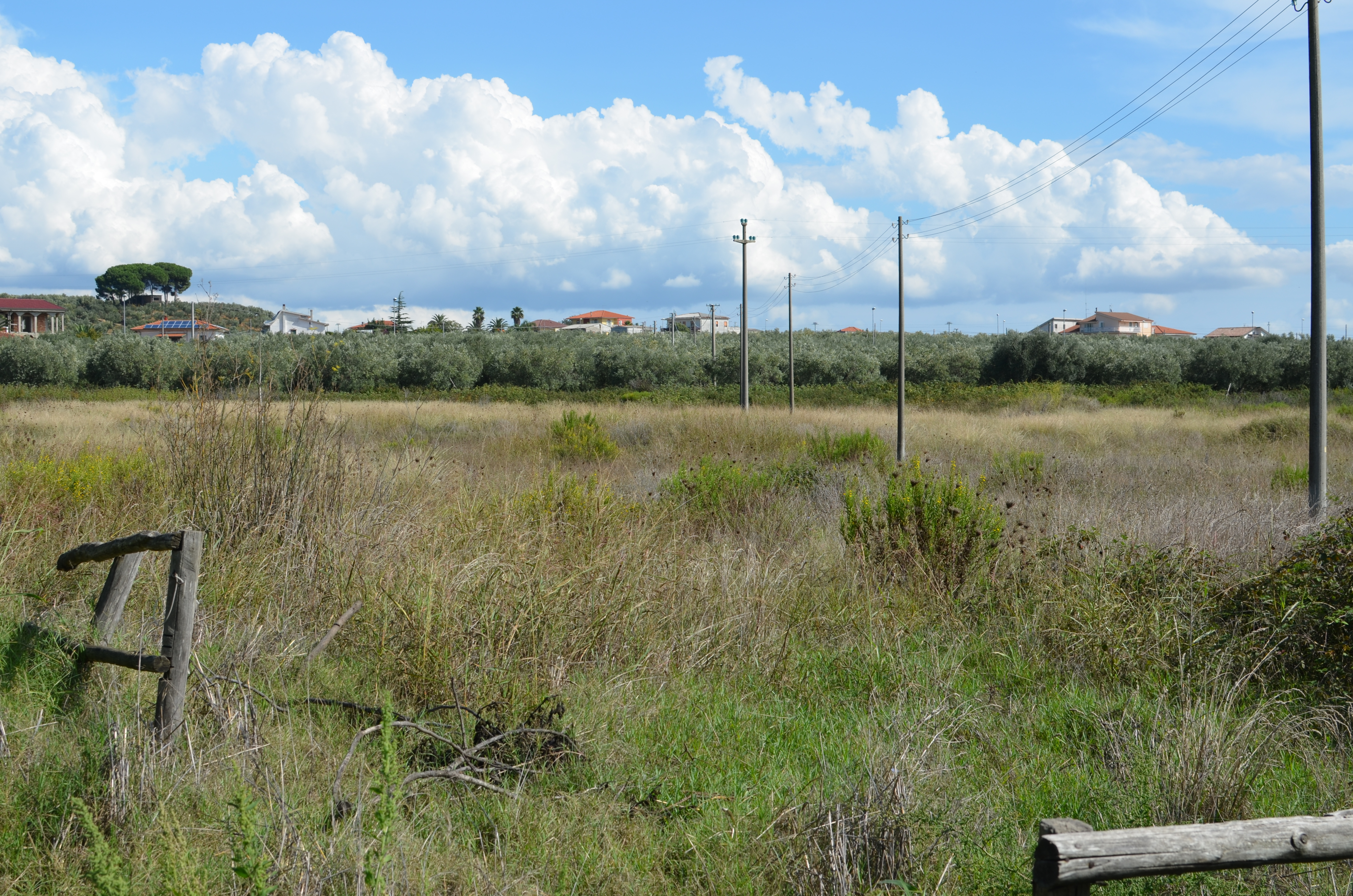
Scavi di Terina.

- Terina. La città fu fondata nel VI secolo a.C. dai Crotoniati, che intendevano estendere così il loro dominio sul mar Tirreno e garantirsi il completo controllo dell'istmo di Marcellinara, assicurato già, sulla costa ionica, dalla città di Skylletion. Fra il V e il IV secolo a.C. cadde, come molte città greche della Calabria, sotto il dominio dei Siracusani finché, nel III secolo a.C. venne conquistata dai Bruzi. Nel 272 a.C., con la fine della guerra contro Taranto, cadde sotto l'autorità di Roma. Venne infine distrutta da Annibale nel 203 a.C. perché non aveva voluto schierarsi al fianco dei Cartaginesi.
- Grotte del monte Sant'Elia. La presenza umana sul territorio lametino molto probabilmente ci riconduce al periodo neolitico. Questo grazie al materiale protostorico ritrovato nelle grotte del monte Sant'Elia. Tra il 1914 ed il 1923, Paolo Orsi nel svolgere a più riprese la ricognizione in questo territorio in particolare nell'area carsica del monte Sant'Elia ebbe il modo di registrare nel suo taccuino il ritrovamento ed il recupero da parte dei carabinieri di materiali fittili protostorici riferibili secondo il suo giudizio all'età neolitica.
- Abbazia benedettina di Sant'Eufemia. L'abbazia benedettina di Santa Maria fu fondata da Roberto il Guiscardo nell'XI secolo nell'area di un precedente monastero bizantino, a Sant'Eufemia, ed è espressione, insieme al vicino castello normanno-svevo, di alcuni tra i più importanti aspetti della conquista normanna. Del complesso rimangono ruderi che permettono una lettura di massima della sua articolazione interna, caratterizzata dai resti della chiesa e dell'area del chiostro. Della chiesa sono visibili il prospetto principale con i resti delle due torri campanarie, la divisione interna in tre navate illuminate da una serie di finestre ad arco, e parte dell'area presbiteriale con il transetto, che culminava ad est con le tre absidi. La tecnica costruttiva è già nota in altri monumenti normanni, così come l'impiego di elementi architettonici di spoglio di età romana rientra nella tradizione normanna di sottolineare la grandezza della monarchia utilizzando i materiali dell'Impero romano.
- Mura secolari. Secondo le teorie che fondano la storia della tecnologia delle costruzioni, l'accostamento e la sedimentazione (fase naturale) di grossi cocci di pietra, superficialmente elementari e ruvide, quindi non lavorate, caratterizzano il primo periodo della cultura architettonica della Grecia antica. Secondo il Borrello queste ed altre mura derivano da un famoso villaggio della Magna Grecia, Melea. A questa affermazione è contrapposta però una serie di studi eseguiti sulle antiche mura e su tabule romane compresa la peuntigeriana, che affermano il passaggio della strada romana Popilia che collegava Reggio Calabria a Capua, dalle mura, quindi di maggiore rilevanza storica.
- Monastero di San Costantino. L'antico monastero basiliano di San Costantino è situato in località San Sidero, è annessa al monastero una cappella dedicata alla Beata Vergine del Carmine. È di proprietà del barone Nicotera.

### Aree naturali
- Lungomare "Falcone-Borsellino" e giardino litoraneo situati tra le località Marinella e Cafarone;
- Lungomare "Ginepri" e giardino litoraneo situati in località Ginepri;
- Parco "25 aprile";
- Parco e Giardino Botanico "Comuni": il giardino botanico, realizzato a partire dal 1972, comprende una varietà di piante che supera le mille specie. È in atto un progetto con lo scopo di recuperare un'area di particolare valenza ambientale e renderla fruibile anche attraverso la creazione di strutture utili a educare i cittadini al rispetto della natura;
- Parco "Mitoio": a nord dell'abitato delle terme di Caronte, in un'oasi naturalistica di 250 ettari, è stato recuperato un anfiteatro con 2.500 posti consentendo così a tutti i cittadini di godere di una macchia mediterranea;
- Parco "Peppino Impastato";
- Parco della "Piedichiusa";
- Parco Fluviale "Felice Mastroianni";
- Parco Naturalistico Gancìa;
- Parco urbano "Madonna del Soccorso";
- Parco urbano "San Pietro Lametino": il parco urbano è un grande polmone verde di circa 15000 m² nel cuore della frazione di San Pietro Lametino.

## Società

### Evoluzione demografica
Abitanti censiti

### Etnie e minoranze straniere
Al 31 dicembre 2023 i cittadini stranieri erano 5.348, corrispondenti al 7,86% dei residenti.

### Lingue e dialetti
Sul calabrese meridionale si sono sviluppati un tipo di dialetto ed una parlata molto particolari, che presentano alcune analogie e similitudini con la lingua siciliana (definita infatti "lingua calabro-sicula") e con quella napoletana.

### Tradizioni e folclore
Feste in onore dei Santi

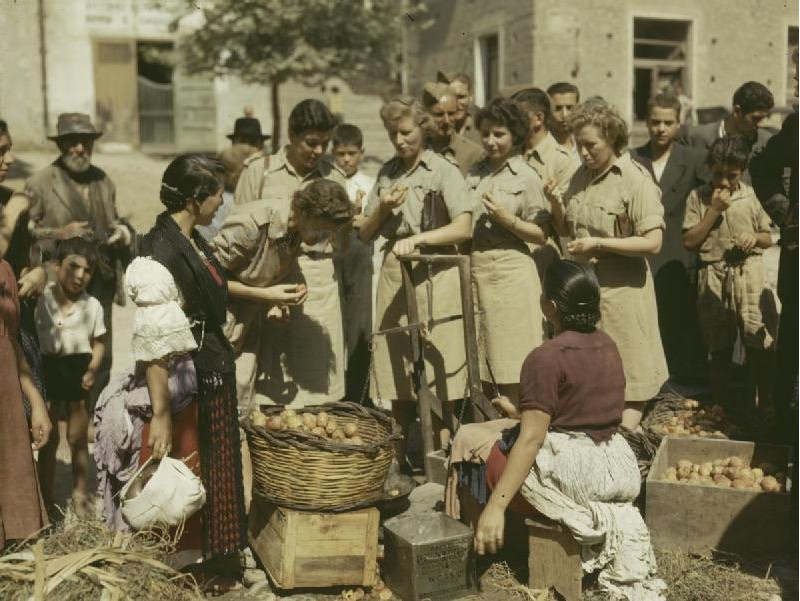
Nicastro, 22 settembre 1943: infermiere dell'esercito britannico, al seguito dell'Ottava Armata, acquistano fichi d'India in Piazza del Mercato Vecchio. Le contadine sono vestite con il tradizionale abito denominato "pacchiana".

- 02 giugno: festa in onore di San Francesco di Paola - protettore della città - nell’ex comune di Sambiase.
- 13 e 14 giugno: festa in onore di Sant’Antonio da Padova - protettore della città - nell’ex comune di Nicastro.
- 29 giugno: festa in onore dei Santi Pietro e Paolo, patroni della città e della diocesi.

- Venerdì santo: processione del Cristo morto e della Madonna Addolorata, che parte dall'antica chiesa di San Teodoro situata nel centro storico di Nicastro, fino alla cattedrale, dove si celebra la Via Crucis. La processione dei "Mistiari" si svolge nel centro storico di Sambiase, e vi vengono portate delle statue lignee che rappresentano tutte le fasi della passione, morte e risurrezione di Cristo.
- Seconda domenica di luglio: festa di San Francesco di Paola - patrono di Sant'Eufemia Lamezia - con processione della statua del Santo e delle reliquie di Sant’Eufemia.

Fiere
- Fieragricola di Lamezia Terme, cinque giorni tra la fine di gennaio e l'inizio di febbraio in concomitanza con la festa di San Biagio;
- Fiera di San Biagio, dall'1 al 3 febbraio;
- Fiera di San Francesco, dal 31 maggio al 2 giugno;
- Fiera di Sant'Antonio, dal 12 al 14 giugno;
- Fiera dei Santi Pietro e Paolo, dal 27 al 29 giugno.

### Istituzioni, enti e associazioni
- AIParC Lamezia Terme
- 2º Reggimento Aviazione dell'Esercito "Sirio";
- Agenzia delle entrate - Ufficio Territoriale Lamezia Terme;
- Agenzia delle Dogane - Sezione Operativa Territoriale Aeroporto di Lamezia Terme;
- Agenzia Regionale Diritto allo Studio (A.R.DI.S.) - Sede di Lamezia Terme;
- Archivio di Stato - Sezione di Lamezia Terme;
- Associazione Culturale "San Nicola";
- Casa di cura "Villa Michelino";
- Centro studi di noviziato dei Frati Minimi della Calabria;
- Coldiretti Calabria - Ufficio Periferico di Lamezia Terme;
- Consorzio regionale per le attività produttive (CORAP) - Sede Operativa di Lamezia Terme;
- Cooperativa Sociale "Malgrado Tutto";
- Croce Rossa Italiana;
- Curia vescovile della diocesi di Lamezia Terme;
- Curia provinciale dei Frati Minori Cappuccini della Calabria;
- Ente Fiera Lamezia;
- Giudice di Pace;
- Istituto nazionale previdenza sociale (INPS) - Agenzia Complessa Lamezia Terme;
- Ospedale civile "Giovanni Paolo II";
- Procura della Repubblica;
- Tribunale di Lamezia Terme;
- Unioncamere Calabria.

## Cultura

### Biblioteche
- Biblioteca comunale di Lamezia Terme, fondata nel 1897 inglobando i fondi librari dei conventi dei Domenicani e dei Cappuccini che aggiunti a titoli moderni e ad una sezione interamente dedicata alla Calabria e alla stessa città, raggiunge attualmente i 25.000 volumi; fa parte della biblioteca la Casa del Libro Antico che conserva e valorizza oltre 2.500 libri stampati dall'inizio del XVI secolo nei vari centri italiani (Venezia, Roma, Napoli) ed europei (Lione, Anversa, Parigi) ove fiorì l'arte tipografica, alcune opere manoscritte dello stesso periodo e frammenti di codici manoscritti greci (probabile datazione XI secolo) e latini (databili XIV-XV secolo) recuperati quali maculature, insieme a una serie di testimonianze archivistiche. La collezione libraria e documentaria raccolta, comprende opere di teologia, filosofia, patrologia, storia ecclesiastica ed esegesi, insieme a raccolte omiletiche, agiografiche, canoniche e bullari, ed è costituita soprattutto da fondi librari provenienti dai conventi dei Cappuccini e dei Domenicani di Nicastro e in piccola parte dalla biblioteca dei Frati Minimi di Sambiase. Importante è poi la presenza di alcuni testi più antichi sui quali si trovano annotazioni a margine apposte di proprio pugno di Tommaso Campanella. Inoltre tra il materiale conservato si trovano esemplari stampati dai celebri torchi di Manuzio, Giunta, Gioito, Froben e Platin;
- Casa del libro antico (sezione della Biblioteca comunale) [25];
- Biblioteca galleggiante dello spettacolo - TIP Teatro [26];
- Biblioteca diocesana [27];
- Sistema bibliotecario [28]
- Biblioteca Trame “Giancarlo Siani”;
- Biblioteca del Liceo Classico - Artistico "Francesco Fiorentino" [29];
- Biblioteca di Galileo del Liceo Scientifico Galileo Galilei [30];
- Biblioteca del Liceo Tommaso Campanella [31];
- Biblioteca dell'AMA - Associazione Manifestazioni Artistiche [32];
- Biblioteca dell'istituto comprensivo E. Borrello-F. Fiorentino [33].

### Ricerca
- Centro di Ricerca Agroalimentare della Calabria;
- Centro Regionale per la Ricerca Neurogenetica;
- Centro Regionale per la Ricerca sulla Fibrosi Cistica;
- Centro Ricerche Astrea.

### Scuole
- Oltre a diverse scuole dell'infanzia, primarie e secondarie di I grado vi sono dodici scuole secondarie di II grado.[34] Tra i Licei vi sono: Classico, Artistico, Scientifico, Scienze Umane, Linguistico, Musicale e Coreutico.

### Musei
- Museo archeologico lametino. Accoglie numerosi reperti rinvenuti in diversi siti della piana lametina attraverso i quali è possibile seguire le dinamiche storiche del territorio dal paleolitico fino all'età tardo-medioevale, suddivise in tre sezioni che rappresentano la preistoria, l'ètà classica e il medioevo. Nella sezione preistorica, sono esposti reperti del paleolitico calabrese (consistente il nucleo di strumenti provenienti da Casella di Maida, 700.000-500.000 anni fa) e del Neolitico lametino (Casella di Maida, Acconia, Palazzo). La sezione classica offre al visitatore l'opportunità di ammirare i materiali recuperati presso il villaggio di Sant'Eufemia Vetere ed ascrivibili all'abitato di Terina della seconda metà del IV secolo a.C. Tra i reperti spicca la cosiddetta hydria di Cerzeto (380-370 a.C.), un grande vaso a figure rosse con scena di gineceo. La sezione medievale raccoglie il frutto degli scavi effettuati negli anni novanta nel castello normanno-svevo di Nicastro.
- Museo diocesano d'arte sacra. Con i suoi reperti contribuisce a documentare le vicende della diocesi di Lamezia Terme. Il più antico oggetto conservato nel museo è un cofanetto in avorio dipinto del XII secolo di bottega arabo-sicula. Vanno segnalati poi, tra quelli più significativi dal punto di vista storico artistico, i bracci reliquiari di San Giovanni Battista e di Santo Stefano protomartire, collegati alla storia secolare dell'ordine dei Cavalieri di Malta e del baliaggio di Sant'Eufemia, databili nel XV secolo e di provenienza mediorientale. Altri oggetti preziosi sono: uno scrigno seicentesco in madreperla, il bacolo vescovile del 1655 del vescovo Perrone e due croci astili del '700. Inoltre vengono conservati nel museo, la scultura quattrocentesca della Madonna delle Grazie di Domenico Gagini, le statue lignee dell'Annunciazione, il busto di San Martino del XVI secolo, il grande dipinto su tavola della Madonna tra San Luca e Santo Stefano (detto Pala della Veterana), la tela di San Francesco d'Assisi attribuita a Mattia Preti e quella dell'Assunta della scuola del Maratta. Si custodiscono anche due bellissime tele del settecento provenienti dalla chiesa di Zangarona. Assai significativi sono i dipinti del pittore Francesco Colelli, che abbracciano un arco di 20 anni, dal 1762 al 1782.
- Museo etnografico "Luogo della Memoria". La sua sede è in un interno di casa lametina con oggetti delle arti e dei mestieri che tanto ci dice della vita dei calabresi di un tempo. Quasi mille oggetti propri dell'arredo familiare sono riuniti per gruppi tematici in sette stanze (stanza da letto, cucina, lavori agricoli, artigianato) e una piccola biblioteca.
- Museo della Tessitura. Nato a fine 2014, è dedicato alla valorizzazione del mestiere antico della tessitura. Il museo raccoglie utensili legati alla tessitura, ha un'area espositiva e una laboratoriale, dove, con i telai in legno, alla maniera antica, si tenta di riportare in vita una delle attività più antiche e nobili del territorio lametino da sempre connotato da intraprese manifatturiere.
- Parco Letterario "Franco Costabile". Organizzazione annuale del premio intitolato a Franco Costabile e punto di aggregazione culturale. Attivo anche nel settore editoria.
- Museo delle Terme Caronte[35]
- Ecomuseo " Luogo della Memoria"[36]

### Media

#### Radio
- Radio Enne Lamezia;
- Radio Italianissima;
- Radio Juke Box;
- Radio News 24;
- Radio RTC;
- Radio Ricordi.

#### Televisione
- EsseTv (CH 98-112 DDT)

### Cinema
- Lamezia Terme è la città in cui vive l'avvocato Santelia, interpretato da Carlo Delle Piane, del film "Regalo di Natale" e "La rivincita di Natale", nel secondo film si vedono alcune immagini di Nicastro, della stazione e dell'aeroporto di Lamezia Terme;
- A Lamezia Terme sono state girate alcune scene del film "Qualunquemente" con Antonio Albanese nei panni del candidato sindaco Cetto La Qualunque;
- A Lamezia Terme è stato girato L'afide e la formica, diretto dal lametino Mario Vitale
- A Lamezia Terme sono girate alcune scene di Sandokan con Can Yaman. [37]

### Musica
- A Lamezia Terme ha sede l'associazione musicale A.M.A. Calabria.
- Nel periodo delle festività del mese di giugno si svolge la manifestazione musicale denominata "giugno Lametino".
- "Lamezia Jazz", rassegna organizzata dal comune.
- Color Fest
- Festa dell'Arte

### Cucina
Molto utilizzato il pesce che viene cucinato al vapore o grigliato, e condito con salse a base di verdure in agrodolce. Tipici i surici, piccoli pesci di forma piatta, dalla carne soda e bianchissima, che si pescano con facilità lungo la costa lametina, nei fondali bassi e sabbiosi, soprattutto nel mese di agosto. Inoltre le anguille e le trote che vengono preparate secondo ricette tradizionali.
Un altro piatto caratteristico della cucina lametina sono sicuramente le alivi ammaccati, ovvero le olive schiacciate che sono tra le conserve più apprezzate della tradizione, solitamente condite con aglio, peperoncino e finocchietto selvatico. Servite come antipasto o come aperitivo, vengono accompagnate da pane, formaggio e salumi, rendendo il pasto ancora più ricco di sapori tipici della dieta mediterranea.
Lavorati ancora secondo metodi artigianali i salumi e i latticini, piuttosto diffusa anche la produzione delle castagne, in particolare dei marroni, con i quali si preparano ottimi dolci. Di alta qualità è il vino Lamezia rosso, il pregiato rosso locale.
Si conservano ancora oggi le buone ricette di un tempo che riuscivano a trasformare i prodotti della terra in piatti semplici, ma dal gusto unico e inconfondibile. Nella preparazione tradizionale sono importanti i sughi a base di carne di manzo, vitello, maiale, agnello, cotti in un passato di pomodoro e condito con olio d'oliva, il tutto è insaporito da peperoncino piccante.
Il pane è lievitato naturalmente, cotto nel forno a legna e il più delle volte viene prodotto in casa, conservando le antiche tecniche di lievitazione e lavorazione. Inoltre vi è la presenza di prodotti conservati sott'olio (pomodori e melanzane), sottaceto e fichi secchi imbottiti (i crucetti). Tra i dolci caratteristici locali: la cuzzupa pasquale, la pignolata e le grispelle dolci.
Nella frazione di Zangarona vengono preparati dei piatti tradizionali arbëreshë, come le petulle, i kuleçë e le kucupë.

### Eventi
- Trame, Festival dei Libri sulle Mafie (giugno): festival letterario che si occupa della discussione e presentazione di libri dedicati alle mafie;
- "Il Sabato del Villaggio" (gennaio-giugno): incontri tra letteratura e filosofia con personalità della cultura italiana e internazionale;
- "Premio Nazionale Anthurium d'Argento" (fine luglio-inizio settembre): istituito dallo stesso Centro Studi. La Cerimonia di consegna dei Premi e Riconoscimenti ha luogo nel Parco Naturale delle Terme Caronte. Ha lo scopo di diffondere il culto dei valori morali, civili, sociali, culturali e religiosi;
- "Concorsi A.M.A. Calabria": Concorso Internazionale Pianistico, Concorso Nazionale di Musica, Concorso Nazionale Bandistico, Concorso Nazionale di Musica per le Scuole e Concorso Nazionale Corale;
- "Ormeggi - Festival Letterario di Lamezia Terme" (marzo 2019/luglio 2021/giugno 2023/maggio 2024): festival letterario che ospita autori di caratura nazionale e locale nel segno della contaminazione tra diverse tematiche e diversi linguaggi;
- "Lamezia Comics &Co..." (settembre): la prima fiera calabrese del fumetto, nonché la più grande. I contest principali realizzati dalla fiera sono: il "Lamezia Comics &Co...splay" ed "Il Premio Fiorella Folino";
- "Color Fest" (agosto): uno dei festival di musica più importanti del Sud Italia. Prevede ogni anno l'esibizione dei nomi più in voga del panorama musicale giovanile nazionale ed internazionale.[39][40]
- "Lamezia Wine Fest" (settembre): uno dei primi eventi nati in Calabria per la valorizzazione dei vitigni regionali. Prevede ogni anno l'esposizione e la degustazione di vini, olio e birra artigianale "made in Calabria". Evento accompagnato da musica jazz e spettacoli di artisti di strada.

## Geografia antropica

### Urbanistica
Il più grosso agglomerato della città è il quartiere Nicastro, ormai collegato senza soluzioni di continuità con il quartiere Sambiase, quest'ultimo dista circa 7 km dal centro di Sant'Eufemia Lamezia. È in fase di realizzazione la cosiddetta area polifunzionale integrata di Lamezia Terme ("Piano API"), con la quale si costituirà un nuovo quartiere nel territorio compreso tra la periferia ovest di Nicastro, la periferia a nord di Capizzaglie, la periferia sud di Sambiase e la periferia ad est di Savutano. Si cercherà di dare alla città un'identità ed una struttura pressoché unitaria. Tra i progetti previsti dal piano si ricordano tra gli altri: la realizzazione della concattedrale di San Benedetto, la realizzazione della stazione metropolitana di quartiere che si andrà ad aggiungere alle quattro stazioni già presenti in città, la realizzazione di un'autostazione attrezzata e la realizzazione di abitazioni e alloggi che abbiano un basso impatto energetico ambientale e che siano il più possibile moderni e funzionali.

### Suddivisioni storiche

#### Quartieri storici, rioni e contrade
- San Teodoro: è il rione più antico di Nicastro sviluppatosi intorno al Castello Normanno, costruito nella seconda metà dell’XI secolo. L'abitato si avvolge come un nastro attorno a un colle, la parte più alta della città. Caratteristici i vicoli, tutti in salita, che conducono fin sul punto più alto dove svettano le rovine dell'antico castello. Su in cima, dalle sue torri, nelle giornate in cui il cielo è terso, lo sguardo arriva fino al mare, al Golfo di Sant'Eufemia[41].
- Il Timpone (già Judeca[42]): il rione prende il nome dalla sua conformazione e dalla sua collocazione a ridosso di una timpa. Circondato dai due torrenti, Canne e Barisco, secondo gli storici nicastresi Pasquale Giuliani, Giacinto Montesanti e Vincenzo Villella, dal XIII secolo al XVI secolo fu l'antico quartiere ebraico di Nicastro[43].
- Bella: quartiere sorto nel 1783 in seguito all’inondazione del torrente Piazza che distrusse alcuni rioni di Nicastro come Terravecchia e Cavallerizza spingendo circa 2000 persone, che avevano perso tutto, a trasferirsi nella parte alta di Nicastro[44]. Il nome "Bella" deriva molto probabilmente dall'appellativo di "Bella Signora" che nei secoli è stato dato alla Madonna della Spina, affresco medievale custodito nel santuario del quartiere.
- Capizzaglie: celebre per l'arte della panificazione, nel gennaio 2017 è stato riconosciuto dal Comune come "quartiere del pane"[45].
- Anzaro, Ariella, Belvedere, Cafaldo, Cafarone, Calia, Calvario, Craparizza, Donna Mazza, Ferrantazzo, Giardino di Renda, Ginepri, Maddamme, Marinella, Miraglia, Patelle, Prunia, Razionale, Richetti, San Francesco, San Nicola, Savutano, Scinà, Spanò, Spartivento, Stradella, Terravecchia, Torre, Trempa, Vignola Statti, Villaggio Kennedy, Zupello.

### Frazioni
- Situata in collina, a circa 600 m s.l.m. vi è la frazione di Fronti, la più popolosa del comune di Lamezia Terme. Dalla posizione panoramica in cui si trova, domina la piana lametina e il golfo di Sant'Eufemia, lasciandosi alle spalle boschi tipici mediterranei;
- Particolarmente importanti sono le frazioni di San Pietro Lametino, poiché sede dell'area industriale, e di Caronte per le omonime terme;
- Importanti dal punto di vista storico sono le frazioni di Zangarona (zona Arbëreshë) e di Sant'Eufemia Vetere, antica sede del feudo dei Cavalieri di Malta, dal 1638 alla sua scomparsa risalente agli inizi del 1800;
- Inoltre vi sono le frazioni collinari e montane di Acquadauzano, Acquafredda, Annunziata, Bucolia, Cantarelle, Crozzano, Gabella, Miglierina, Mitoio, Piano Luppino, San Minà, Santa Maria, Serra, Serra Castagna, Schieno Vieste, Telara, Vallericciardo e Vonìo.

#### Altre località del territorio
Agli, Aglioca, Angillito, Bivio Bagni, Baroniello, Bastione di Malta, Bellafemmina, Bosco Amatello, Bufalo, Canneto Cola, Caria, Carrà, Carrà Cosentino, Casturi, Censi, Ceramidio, Cerasolo, Cuturella, Difesa, Elemosina, Felicetta, Ficarella, Frasso, Gabella Cardolo, Gaccia, Gattoia, Lagani, Lenza, Malaspina, Marrano, Maruca, Mastrobruno, Mendicino, Misà, Muretto, Palazzo, Palmieri, Persicara, Pastorizia, Pian del Duca, Piombo Zappanotte, Pitizzanni, Prato, Priano, Pullo, Quattrocchi, Risi, Rotoli, San Sidero, Sant'Ermia, Santa Domenica, Santa Venere, Scalfa, Seminario, Sgarano, Spartà, Spineto, Strazzaveste, Stretto, Terravecchia, Trigna, Velati Rametta, Verità, Viscardi, Zinnavo.

## Economia

### Agricoltura
Come molte località della Calabria, Lamezia Terme ha una tradizione agricola radicata, soprattutto nella zona di Sambiase, noto per la produzione di diverse varietà di colture tipicamente mediterranee. Le produzioni più diffuse nel comune sono:
- l'olivo, principalmente della varietà Carolea, dal quale si produce l'olio d'oliva Lametia DOP dal tipico gusto forte;
- la vite, dalla quale si producono ottimi vini tra cui sei vini Lamezia DOC: Lamezia bianco, Lamezia rosato, Lamezia rosso, Lamezia novello, Lamezia rosso riserva e Lamezia Greco;
- il castagno ed il faggio;
- diverse erbacee come il frumento, l'avena ed il granturco;
- differenti e variegate specie di agrumi, tra i quali le rinomate clementine di Calabria DOP.

Nella Piana lametina viene coltivata una varietà pregiata di pesca nettarina, nota come merendella. In Calabria, la superficie stimata di merendelle si aggira intorno ai 60 ettari, di cui oltre cinquanta si trovano proprio nell’area della piana di Lamezia, e la restante parte sulla fascia ionica catanzarese.

### Industria
L'area industriale "Papa Benedetto XVI" occupa una superficie di circa 1.100 ettari ed è la più grande del Mezzogiorno dopo quella di Bagnoli. Industria caratteristica è quella delle stoviglie domestiche di argilla rossa locale.

### Servizi
Il commercio è una delle attività principali della città infatti nelle svariate vie cittadine ricadono moltissime attività commerciali di diverso tipo. In anni recenti, sono nati diversi esempi di centro commerciale naturale:
- "Vivi il centro": comprendente le attività commerciali ricadenti nell'ambito territoriale che va dalle aree limitrofi di Corso Numistrano e Corso Nicotera (fino all'isola pedonale);
- "Lamezia Shopping": comprendente le attività commerciali ricadenti nell'area di Corso Nicotera, Via XX Settembre e strade limitrofi. Quest'area diventa centro commerciale naturale solo nei weekend da dicembre a gennaio e, dall'autunno 2014, ogni domenica pomeriggio;
- "...di cielo e di botteghe": comprendente le attività commerciali ricadenti nell'ambito territoriale del quartiere di Sambiase.

### Turismo
Nei pressi di Sambiase e più precisamente nella frazione di Caronte, sono situate le omonime terme, conosciute dagli antichi bruzi, greci, romani, bizantini, normanni e ispanico-francesi. Le fonti termali di Caronte esistono sin dall'antichità, grandi personaggi della storia italiana e soprattutto della storia europea classica e medievale tra i quali l'imperatore romano Antonino Pio, Roberto il Guiscardo e probabilmente suo fratello Ruggero. L'archeologo Paolo Orsi ribadisce testualmente: "le terme di Sambiase furono conosciute anche nell'antichità per i loro effetti salutari, e tutto induce a credere s'abbiano a identificare con le Aquae Angae di cui vi è anche un ricordo nella bella monetazione terinese". Le acque solfuree della sorgente Caronte hanno proprietà terapeutiche adatte a diverse patologie anche per la loro giusta temperatura, circa 39 °C, che consente di utilizzarle senza alcun intervento.

## Infrastrutture e trasporti

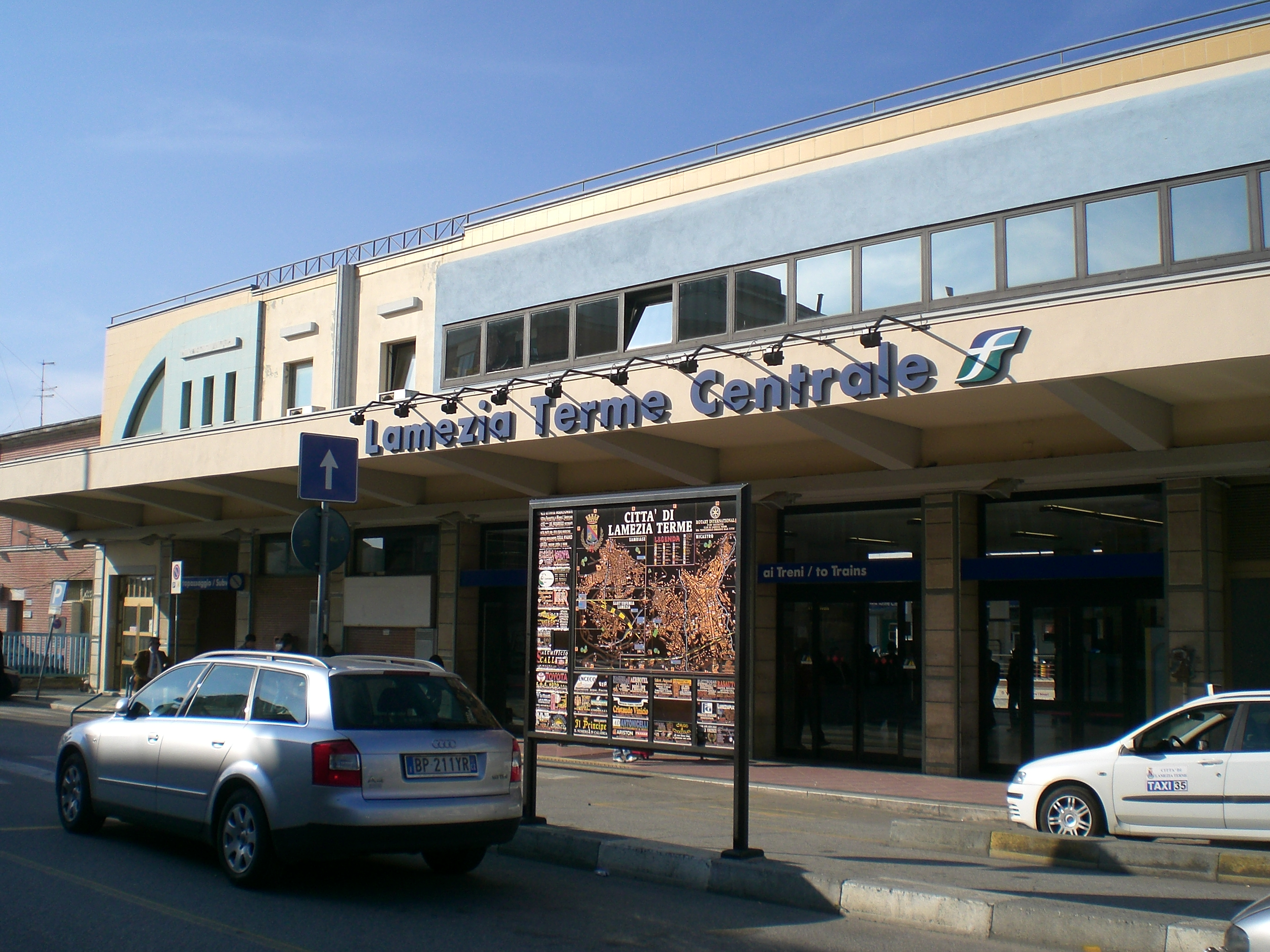
Stazione di Lamezia Terme

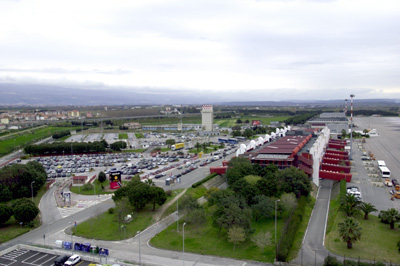
Aeroporto di Lamezia Terme

### Strade
La rete stradale periferica di Lamezia Terme funge da collegamento fra l'Autostrada A2 del Mediterraneo e la SS 280 che porta fino a Catanzaro. La città è servita dall'uscita autostradale di Lamezia Terme e da tre uscite sulla SS 280, Lamezia Terme Sud, Lamezia Terme Est e Lamezia Terme Ovest. Quest'ultima, con lo snodo per l'aeroporto e il quartiere Sant'Eufemia Lamezia, rappresenta il termine tirrenico della SS 280.
Da Lamezia passa un'altra arteria viaria importante per la regione Calabria, la SS 18 che percorre tutta la costa tirrenica da Napoli a Reggio Calabria.
Il sistema viario cittadino presenta eccellenze come l'area delimitata a ovest da via Savutano, seguendo via Sen. Arturo Perugini e via Sen. Armando Scarpino, confinante a est con via del Progresso, dove si è realizzato un comodo raccordo tra le zone di Sambiase e Nicastro.

### Ferrovie
Per quel che concerne il trasporto su rotaia, la stazione di Lamezia Terme Centrale è il principale scalo merci ed uno dei più importanti scali passeggeri della regione. È sede di terminal per auto al seguito sul treno.
Si trova sulla ferrovia Tirrenica Meridionale e da qui si dirama la linea Lamezia Terme-Catanzaro Lido, dove avviene la connessione con la ferrovia Jonica. Fornisce collegamenti verso la Sicilia sia in direzione Vibo Valentia, Gioia Tauro, Palmi, Reggio Calabria sia in direzione Locri, Siderno, Melito Porto Salvo. È collegata verso Nord con Paola-Cosenza, Battipaglia, Salerno, Napoli, Roma, Torino, Milano e verso est con le città di Catanzaro e Crotone.
La città dispone di tre stazioni secondarie: Lamezia Terme Nicastro, Lamezia Terme Sambiase e San Pietro a Maida-Maida, quest'ultima pur portando il nome dei comuni vicini, è di fatto situata all'entrata della frazione di San Pietro Lametino e quindi sul territorio comunale di Lamezia Terme.

### Aeroporti
Lamezia Terme è sede del principale aeroporto calabrese, costruito nel giugno del 1976. Lo scalo lametino, gestito da una società mista pubblico/privata (S.A.CAL.), effettua collegamenti di linea sia per voli nazionali che per voli internazionali e collegamenti charter organizzati dai tour operator per voli intercontinentali. Grazie alla sua posizione geografica centrale nella regione, e quindi facilmente raggiungibile, serve tutta la Calabria e anche alcuni comuni delle vicine regioni.
Accanto al sedime aeroportuale (collegata alla pista tramite un raccordo) sono ubicate le strutture del 2º Reggimento "Sirio" dell'AVES, equipaggiato con elicotteri Agusta-Bell AB-212.

### Mobilità urbana
La società Lamezia Multiservizi S.p.A. gestisce il trasporto pubblico su gomma con 18 linee urbane e un servizio bus navetta che collega la stazione centrale e l'aeroporto.

## Amministrazione
| Periodo           | Periodo           | Primo cittadino                                                                                                 | Partito                         | Carica                    | Note          |
| ----------------- | ----------------- | --- | ------------------------------- | ------------------------- | ------------- |
| 15 novembre 1968  | 30 aprile 1970    | Gaetano Fusco                                                                                                   |                                 | Comm. pref.               |               |
| 1º maggio 1970    | 9 ottobre 1970    | Treno Di Mauro                                                                                                  |                                 | Comm. pref.               |               |
| 10 ottobre 1970   | 28 dicembre 1970  | Arturo Perugini                                                                                                 | Centro                          | Sindaco                   |               |
| 29 dicembre 1970  | 27 marzo 1974     | Vittorio Pino Esposito                                                                                          | Centro-sinistra                 | Sindaco                   |               |
| 28 marzo 1974     | 7 luglio 1974     | Giuseppe Lelio Petronio                                                                                         | Centro-sinistra                 | Sindaco                   |               |
| 8 luglio 1974     | 1º agosto 1975    | Raffaele Milizia                                                                                                |                                 | Comm. pref.               |               |
| 2 agosto 1975     | 11 maggio 1978    | Francesco Sirianni                                                                                              | Centro-sinistra                 | Sindaco                   |               |
| 12 maggio 1978    | 9 giugno 1978     | Giuseppe Maione                                                                                                 | Centro-sinistra                 | Sindaco                   |               |
| 10 giugno 1978    | 19 dicembre 1980  | Giovanni De Sensi                                                                                               | Centro-sinistra                 | Sindaco                   |               |
| 20 dicembre 1980  | 22 aprile 1982    | Giovanni Manganaro                                                                                              |                                 | Comm. pref.               |               |
| 23 aprile 1982    | 29 novembre 1982  | Giuseppe Lelio Petronio                                                                                         | Centro-sinistra                 | Sindaco                   |               |
| 29 gennaio 1983   | 18 dicembre 1984  | Giovambattista Ventura                                                                                          | Centro-sinistra                 | Sindaco                   |               |
| 19 dicembre 1984  | 2 dicembre 1985   | Antonino Senese                                                                                                 | Centro-sinistra                 | Sindaco                   |               |
| 3 dicembre 1985   | 11 settembre 1986 | Corrado Perricone                                                                                               |                                 | Comm. pref.               |               |
| 12 settembre 1986 | 20 luglio 1990    | Pasquale Materazzo                                                                                              | Centro                          | Sindaco                   |               |
| 21 luglio 1990    | 30 luglio 1991    | Giuseppe Paladino                                                                                               | lista civica di centro-sinistra | sindaco                   |               |
| 30 luglio 1991    | 30 settembre 1991 | Francesco Anastasio                                                                                             | centro                          | sindaco                   | [ 50 ] [ 51 ] |
| 30 settembre 1991 | 21 novembre 1993  | Orfeo Capilupi Giuseppe Malena Rocco Carotenuto Giovanni Lombardo Lucio Messina                                 |                                 | commissario straordinario | [ 52 ]        |
| 21 novembre 1993  | 16 novembre 1997  | Doris Lo Moro                                                                                                   | lista civica di centro-sinistra | sindaco                   |               |
| 16 novembre 1997  | 20 febbraio 2001  | Doris Lo Moro                                                                                                   | lista civica di centro-sinistra | sindaco                   |               |
| 20 febbraio 2001  | 13 maggio 2001    | Sebastiano Cento Benito Greco Pietro Lisi Massimo Nicolò Dino Mazzorana                                         |                                 | commissario straordinario |               |
| 13 maggio 2001    | 5 novembre 2002   | Pasqualino Scaramuzzino                                                                                         | lista civica di centro-destra   | sindaco                   | [ 50 ] [ 53 ] |
| 5 novembre 2002   | 4 aprile 2005     | Sebastiano Cento Concetta Malacaria Elena Scalfaro Giorgio Criscuolo Paolo Pirrone Mario Tafaro Giorgio Bartoli |                                 | commissario straordinario | [ 52 ]        |
| 4 aprile 2005     | 29 marzo 2010     | Giovanni Speranza                                                                                               | lista civica di centro-sinistra | sindaco                   |               |
| 29 marzo 2010     | 31 maggio 2015    | Giovanni Speranza                                                                                               | lista civica di centro-sinistra | sindaco                   |               |
| 31 maggio 2015    | 24 novembre 2017  | Paolo Mascaro                                                                                                   | lista civica di centro-destra   | sindaco                   | [ 50 ] [ 54 ] |
| 24 novembre 2017  | 15 ottobre 2021   | Francesco Alecci Maria Grazia Colosimo Desiree D'Ovidio Rosario Fusaro                                          |                                 | commissario straordinario | [ 52 ] [ 55 ] |
| 15 ottobre 2021   | 9 giugno 2025     | Paolo Mascaro                                                                                                   | lista civica di centro-destra   | sindaco                   |               |
| 12 giugno 2025    | In carica         | Mario Murone | Centro-destra                   | sindaco                   |               |

## Sport

### Calcio
- Vigor Lamezia Calcio 1919: milita in  Serie D (2025-2026);
- Sambiase: milita in Serie D (2025-2026);
- Promosport: milita in Prima Categoria Calabria (2024-2025);
- Asd Nicastro: milita in Seconda Categoria Calabria (2024-2025);
- Excalibur Comp. Fronti: milita in Terza Categoria Calabria (2024-2025).
- P.S.G. Calabria: inattiva
- Adelaide Nicastro Calcio: inattiva
- Nuova Bella: inattiva
- F.C. Lamezia Terme: militava in Serie D (2022-2023), ritirata dal campionato il 02/11/2023.[56]

### Altri sport
Pallavolo maschile
- Conad Lamezia: i colori sociali sono il giallo e il rosso, milita in Serie A2 (2018-2019);
- Raffaele Lamezia: i colori sociali sono il giallo e il blu, milita in Serie B (2024-2025).

Pallavolo femminile
- Ferraro Lamezia: i colori sociali sono il bianco e il rosso, milita in Serie B1 (2024-2025).

Pallacanestro
- Basketball Lamezia: i colori sociali sono il giallo e il blu, milita in Serie B (2018-2019).

Pallanuoto
- Arvalia Lamezia (Campionato Interregionale Puglia Basilicata Calabria 2024-2025)

Calcio a 5 maschile
- Ecosistem Lamezia Soccer: il colore sociale è l'arancione, milita in Serie A2 (2023-2024);
- Icierre Lamezia C5: i colori sociali sono il nero e il verde, milita in serie C1 (2024-2025);
- Atletico Lamezia: i colori sociali sono il nero e il giallo, milita in Serie D (2018-2019).

Calcio a 5 femminile
- Royal Team Lamezia: i colori sociali sono il bianco e il verde, milita in Serie A (2024-2025).

Pallamano
- Pallamano S. Eufemia Lamezia Terme 1978 (attività giovanile federale e scolastica, beachandball)

Beach soccer
- Lamezia Beach Soccer: i colori sociali sono il bianco e il verde, milita in Serie A (2018).
- Icierre Lamezia: i colori sociali sono il nero e il vede, milita in Serie A (2024).

Scherma
- Il Circolo Scherma Lametino, che guadagna numerosi successi, ha lanciato atleti ed arbitri eccellenti nel mondo della scherma nazionale e internazionale.

Automobilismo
- Il Racing Team Lamezia organizza la cronoscalata del Reventino, gara valevole per il CIVM e il Challenge FIA.

Nuoto
- Arvalia Lamezia, Rari Nantes Lamezia Terme, Nuoto Lamezia e Lamezia Shark.

Atletica leggera
- Libertas Atletica Lamezia Terme, Violettaclub Lamezia Terme, Nik run for Nicholas Green

Tennis
- Circolo Tennis Lamezia, Circolo Tennis Lamezia Boys e Tennis Club Dopolavoro Ferroviario.

Karate
- Esprit, Centro Sport e Pro Sport Tirrenico.

Pattinaggio
- Pattinaggio Lamezia.

Rugby
- Normanni Rugby Lamezia Terme.

Tiro con l'arco
- Compagnia arcieri lametini

### Impianti sportivi
- Stadio Guido D'Ippolito (3.730 posti);
- Stadio Gianni Renda (2.000 posti);
- Stadio Carlei (8.000 posti) (Inattivo);
- Palasport (3.500 posti);[57]
- Palazzetto dello Sport Alfio Sparti (600 posti);
- Impianto sportivo Gianni Renda (1.095 posti);
- Piscina comunale;
- Piscina dei Campioni - Marinella;
- Campo sportivo Rocco Riga (552 posti);
- Campo sportivo Remo Provenzano;
- Campo sportivo di Fronti;
- Palestra Saverio Gatti;
- Palestra scuola Agraria Savutano;
- Campi da tennis - Magolà;
- Campi da tennis - Lamezia Boys;
- Campi da tennis - Dopolavoro Ferroviario.